# Mamuthones

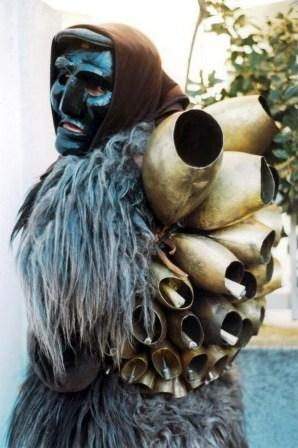
Mamuthone di Mamoiada

I Mamuthones sono, assieme agli Issohadores, maschere tipiche del carnevale di Mamoiada in Sardegna. Le due figure si distinguono per i vestiti, per le grosse campane, e per il modo di muoversi all'interno della processione: i Mamuthones procedono affaticati e in silenzio mentre gli Issohadores vestono in modo colorato e danno movimento alla processione.

## Storia
L'origine dei mamuthones resta ancora oggi controversa. Secondo uno studio di Marcello Madau, archeologo dell'accademia di Belle arti di Sassari, "mancano fonti scritte che testimonino la presenza dei Mamuthones in tempi lontani (seppur considerando che la trasmissione di usi e costumi in Sardegna è prettamente orale). Il Wagner non ne parla." Secondo lo stesso studio, comunque, testimonianze orali attestano che i Mamuthones sfilavano già nel XIX secolo.
Alcuni sostengono invece che il rito risalga all'età nuragica, come gesto di venerazione per gli animali, per proteggersi dagli spiriti del male o per propiziare il raccolto. Fra le ipotesi avanzate sull'origine della rappresentazione vi sono anche una celebrazione della vittoria dei pastori di Barbagia sugli invasori saraceni fatti prigionieri e condotti in corteo, oppure un rito totemico di assoggettamento del bue, o anche una processione rituale fatta dai nuragici in onore di qualche nume agricolo e pastorale.
Alcuni studiosi sostengono un legame con riti dionisiaci, altri negano questo collegamento, e la includono invece fra i riti che segnano il passaggio delle stagioni.

## Le maschere

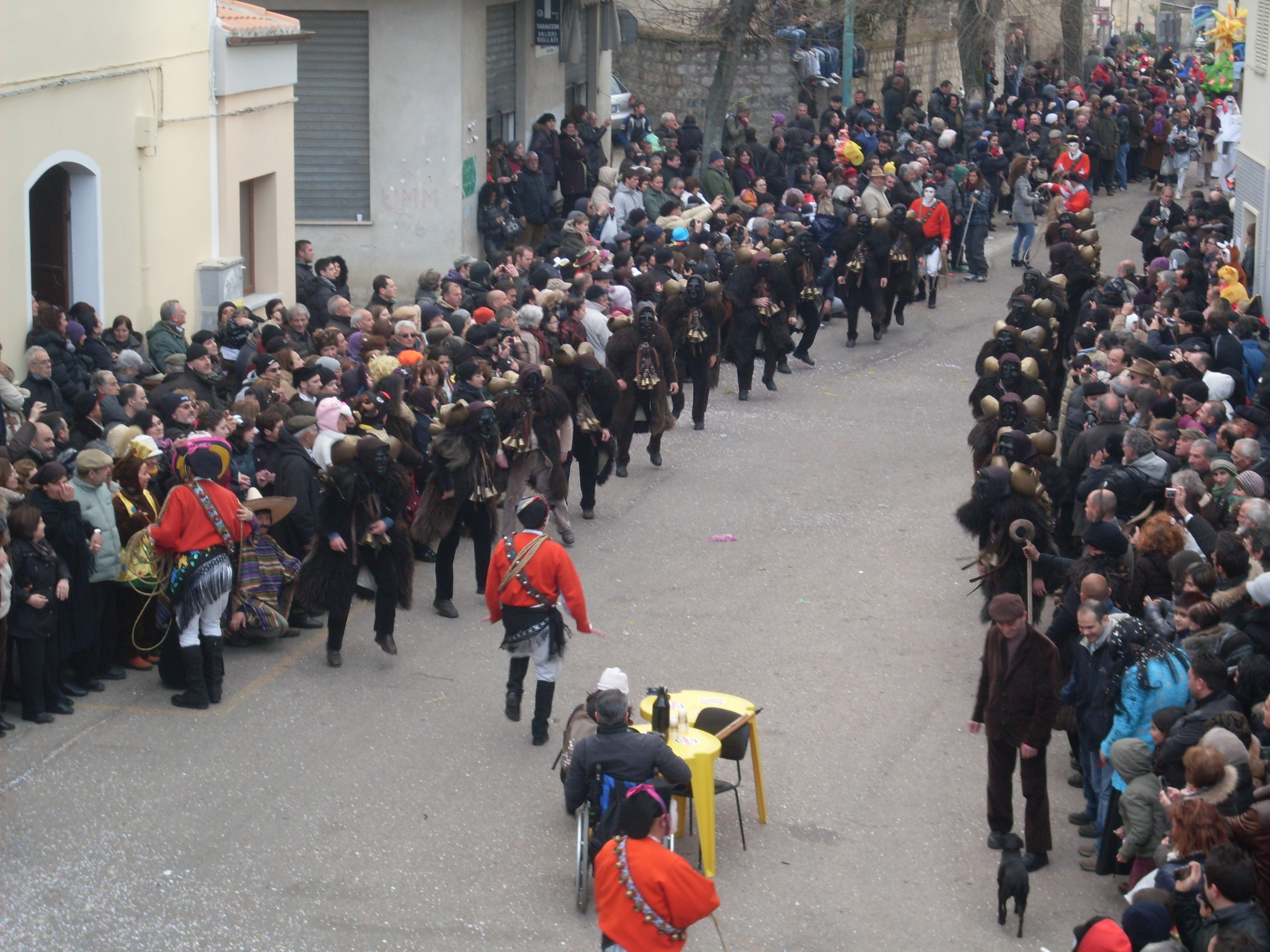
Sfilata dei mamuthones e issohadores a carnevale

La maschera facciale del mamuthone (visera) è nera e di legno, bianca quella dell'issohadore. Viene assicurata al viso mediante cinghiette in cuoio e contornata da un fazzoletto di foggia femminile. Il corpo del mamuthone viene coperto da pelli di pecora nera (mastruca), mentre sulla schiena è sistemata una serie di campanacci (carriga). L'Issohadore, invece, indossa un copricapo detto berritta, maschera bianca, un corpetto rosso (curittu), camicia e pantaloni bianchi, una bandoliera di campanellini in bronzo (sonajolos), lo scialletto, le ghette in orbace (cartzas) scarponi in pelle e infine la fune (soha).
Le maschere vengono prodotte con vari tipi di legno successivamente annerito.
Oltre al fico viene impiegato l'ontano e l'olmo; qualcuna è in castagno o in noce, mentre anticamente le si produceva in pero selvatico.

## Il carnevale mamoiadino
La sfilata dura dal pomeriggio fino alla tarda sera; per tutto il giorno i figuranti si limitano nel mangiare e nel bere poiché l'esibizione richiede sforzo e le cinghie dei campanacci comprimono il torace limitandone l'estensione e, di conseguenza, la respirazione.
Il comportamento dei Mamuthones e degli Issohadores non ricorda un'allegra carnevalata quanto una solenne processione composta e ordinata, una cerimonia che ricorda un corteo religioso.
Il passo cadenzato per avanzare e scuotere i campanacci ricorda una danza, «una processione danzata» come l'ha definita l'etnologo Raffaello Marchi che per primo, negli anni ‘40, ha osservato da vicino questa manifestazione.

## Composizione della sfilata
La processione inizia con due file parallele di Mamuthones che scuotono i campanacci mediante un colpo di spalla con ritmi lenti.
Il capo Issohadore impartisce gli ordini ai Mamuthones e dà il ritmo alla danza, mentre gli altri Issohadores, muovendosi più agilmente, lanciano la propria fune e catturano le giovani donne in segno di buon auspicio per una buona salute e fertilità.
Il gruppo è composto tradizionalmente da 12 Mamuthones e 8 Issohadores e sfilano disposti in quest'ordine:
● = Mamuthone
○ = Issohadore
```
                         ○           ○
                       ●   ●   ●   ●   ●   ●     ○
           o
```

```
                       ●   ●   ●   ●   ●   ●    ○
                            ○             ○
```

I Mamuthones sfilano disposti rigorosamente su due file parallele, mentre gli Issohadores, mobilissimi, quasi a protezione, si sistemano in posizione di avanguardia, retroguardia e sui fianchi esterni delle due file. Il capo issohadore resta in posizione centrale di modo che i mamuthones possano vedere bene i suoi movimenti.
Il gruppo procede lento e imponente esercitando sui presenti una forte suggestione, quasi un fascino ipnotico.

### I movimenti
I Mamuthones si muovono a piccoli passi cadenzati, quasi dei saltelli, compiendo un movimento obbligato poiché sono appesantiti dalle attrezzature, dalle pelli di lana grezza e dalla visera e nel procedere devono allo stesso tempo scuotere tutti i campanacci. Nell'avanzare danno tutti insieme dei colpi di spalla ruotando il corpo una volta verso destra e un'altra verso sinistra; questo movimento in due tempi è eseguito in sincronia e produce un unico, fortissimo frastuono dei campanacci; ogni tanto il capo issohadore con un gesto fa eseguire simultaneamente tre rapidi salti su se stessi.
Gli Issohadores si muovono con passi più agili, leggeri e quando vogliono gettano sa soha (il laccio) e tirano delicatamente a sé la persona che hanno scelto nella folla, ma in particolare scelgono le giovani donne, per il buon auspicio di una buona salute e fertilità. La bravura dell'Issohadore sta proprio nel riuscire a catturare anche a lunga distanza (12-13 metri) le persone con questa originale fune assai leggera studiata per non far male, fatta di giunco intrecciato.
Al contrario delle tradizionali funi di pelle o canapo che vengono usate per gli animali, la leggerezza de sa soha complica la manovrabilità rendendo molto più impegnative le operazioni di lancio; per questo motivo viene solitamente bagnata prima della sfilata. Mentre compiono questo esercizio gli Issohadores possono scambiare qualche parola con la gente che li circonda, mentre i Mamuthones restano muti per tutto il percorso della processione.

## Influenze
Maschere con fogge e nomi simili a quelle del Mamuthone, seppur con riti e mascheramenti "riscoperti" negli ultimi decenni a differenza di quelli di Mamuthones ed Issohadores di Mamoiada dei quali si perdono nella notte dei tempi l'origine e che a memoria d'uomo non si sono mai interrotti, sono diffuse anche fuori da Mamoiada, in particolare sia in buona parte delle Barbagie che nell'Ogliastra sono riscontrabili festeggiamenti con maschere simili, in diversi centri tali maschere prendono il nome di Mumutzones, Mamutzones, Su Maimulu o Maimones.
Mascheramenti simili si ritrovano in altre parti dell'Europa, dal mar Egeo alla penisola iberica, dalle Alpi ai Balcani e fino alla Scandinavia, particolarmente in zone di montagna o pedemontane, e sono attestati già nel Basso Medioevo, e questo fa presumere il loro radicamento in epoche e contesti precristiani.
Fra questi, si veda ad esempio:
- Il Krampus, diffuso nelle zone di lingua tedesca
- I Geisselklepfer, tradizione della Svizzera
- I Silvesterklaus, sempre diffusi in Svizzera
- Gli Tschäggättä nel Lötschental
- I Kukeri, in Bulgaria
- I CAPRĂ in Moldavia
- I Zvončari in Croatia
- I Caretos in Portogallo

## Galleria d'immagini

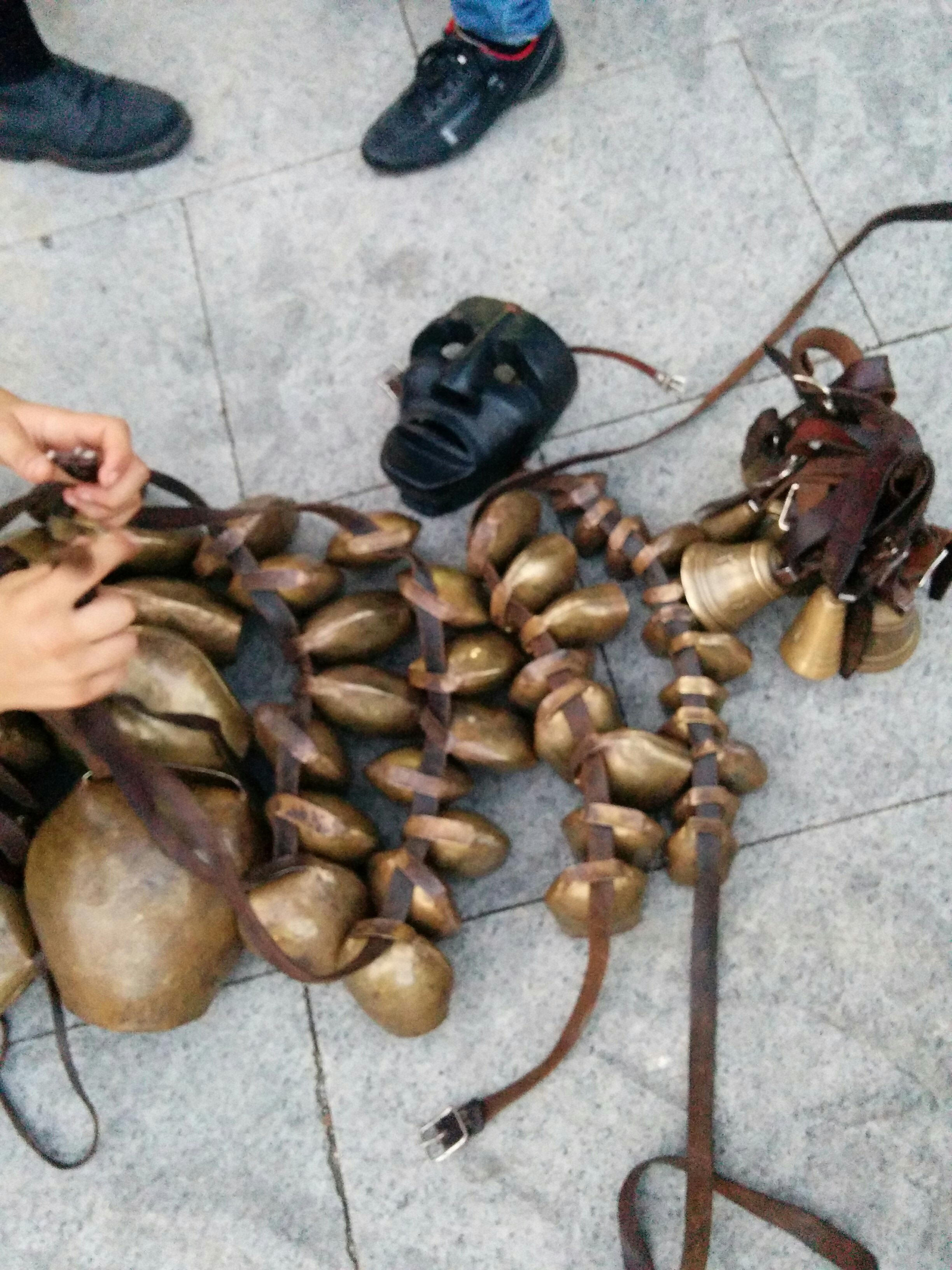
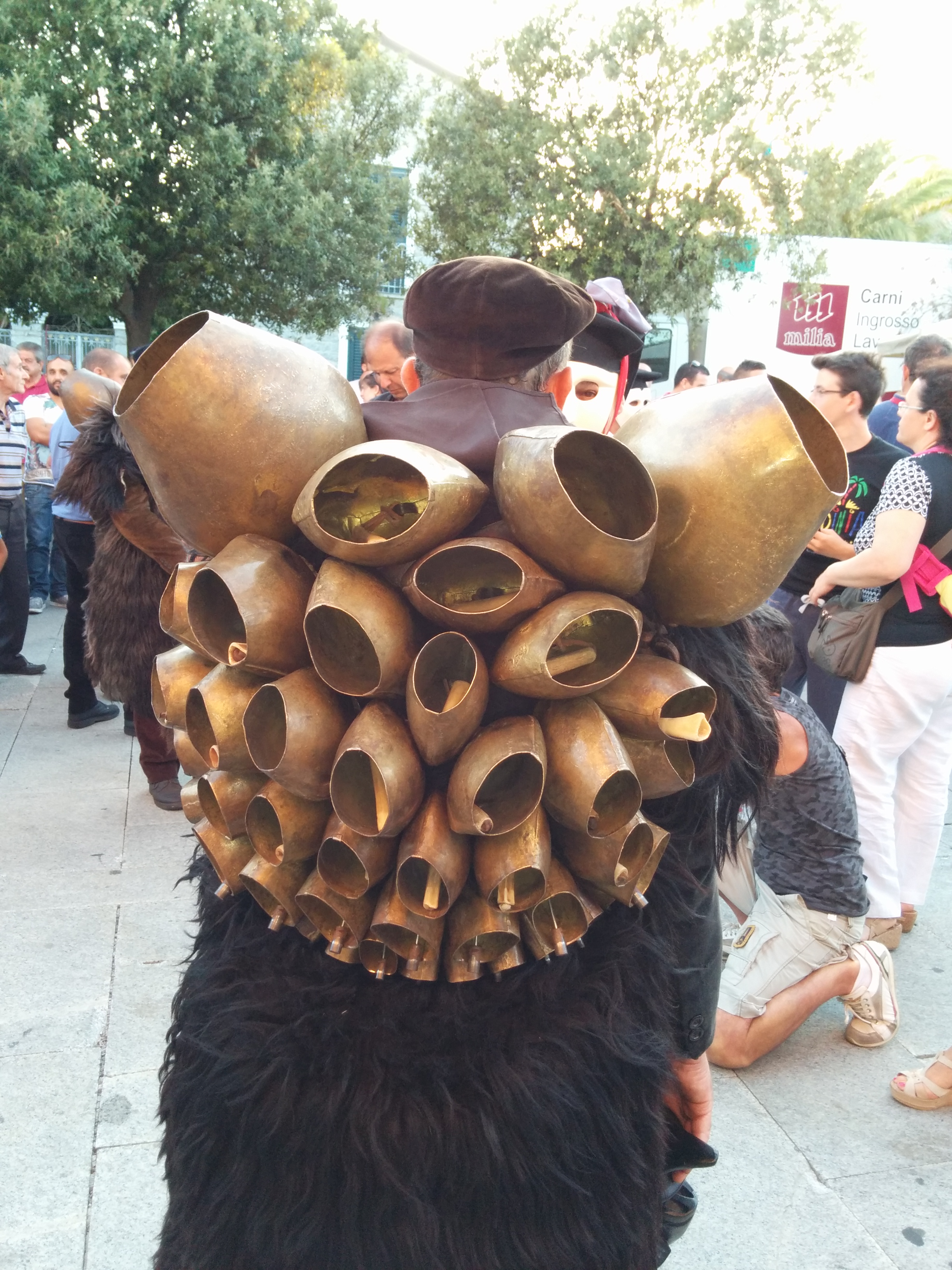
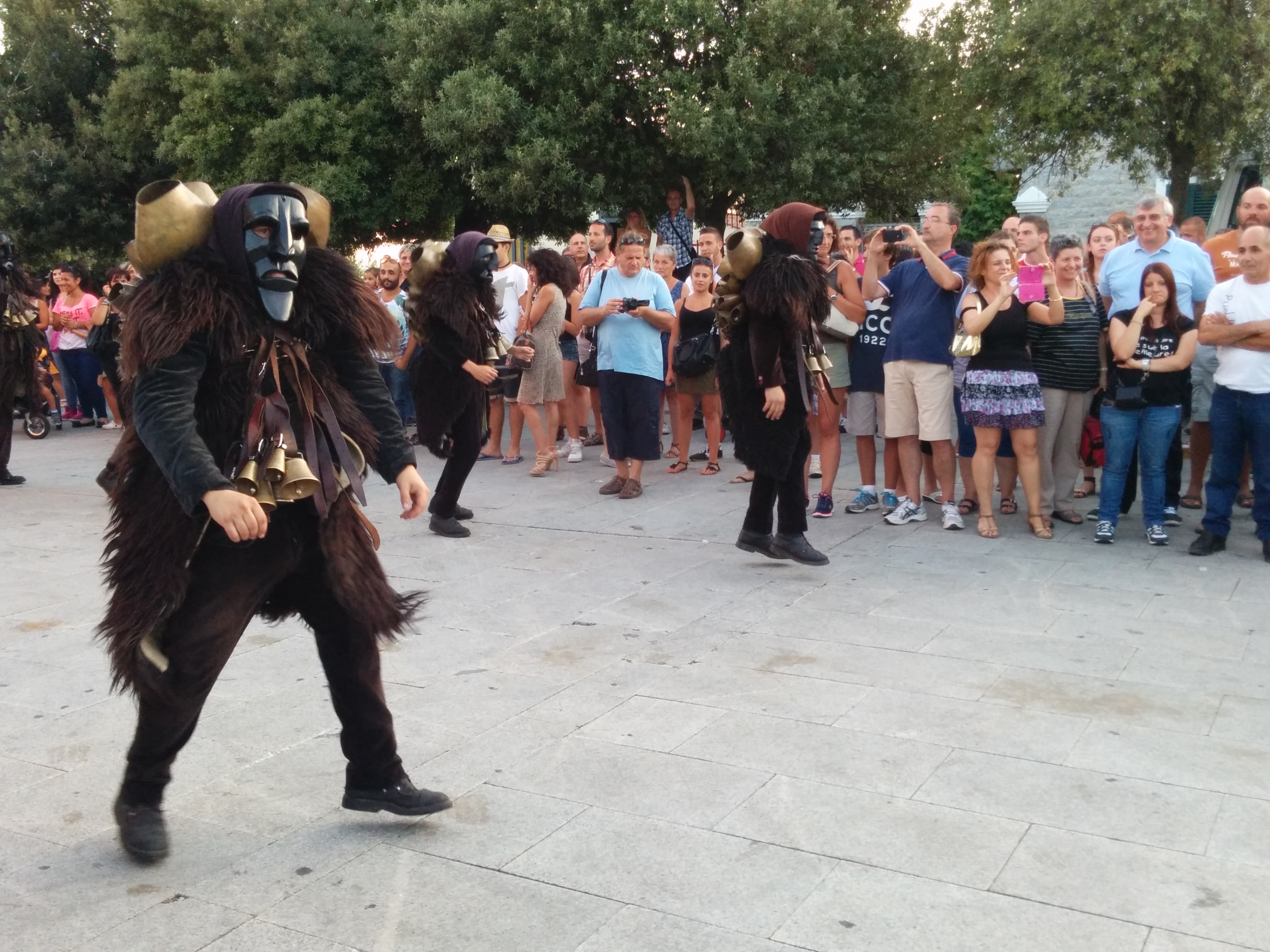